# Lyndon Ferns
Lyndon Ferns (n. 24 septembrie 1983, Polokwane, Limpopo, Africa de Sud) este un înotător ce a reprezentat Africa de Sud, medaliat olimpic. A participat la 2 ediții ale Jocurilor Olimpice (2004, 2008) în care a câștigat o medalie de aur.